# Ludwig R. Conradi
Ludwig Richard Conradi, Conradi L. R. (Karlsruhe, 1856. március 20. – Hamburg, 1939. szeptember 16.) német származású adventista misszionárius, lelkész, az európai misszió és az Európai Generál Konferencia vezetője.

## Élete

### Korai évek
Németországban született, majd 1872-ben Amerikába emigrált. 1878-ban megkeresztelkedett és csatlakozott a hetednapi adventistákhoz. 1879-80-ban teológiát tanult a michigani Battle Creek-i adventista főiskolán. 1881 körül szentelték fel lelkésznek.

### Európában
1886-tól misszionáriusként volt meghatározó a személye. Ez év elején érkezett Európába a családjával együtt. Ellen White és fia, William C. White (1854–1937) már előző évben a kontinensre érkezett. 
Conradi 1886 nyarán megkezdte első missziós útját Oroszországba. A helyi hatóságok azonban letartóztatták őket, mint akik „zsidó eretnekséget” hirdettek, és bebörtönözték őket, de 40 nap után elegendték őket.
Megalapította viszont az első orosz adventista gyülekezetet, majd hamburgi irányítással vállalta az orosz misszió további szervezését és irányítását.
Hamburgba költözött, és ott kiépítette az európai adventizmus központját egy kiadóval, ahol vallási kiadványokat nyomtattak különféle európai nyelveken. 1888-ban az Európai Adventista Misszió igazgatója lett.
1898-ban a német egyházterület elnökévé választották meg, majd 1901–1907 között az Európai Generál Konferencia vezetője volt.

#### Misszióútjai
1889-től Közép-Európába indult misszióra. Erdélyben, Bácskán, majd Bulgáriában dolgozott. 1890-ben érkezett Kolozsvárra a szombatosok utáni kutatva. Itt megismerkedett a német származású, de magyarul is beszélő, baptista Rottmayer Jánossal (1818–1901) és a családjával, akik a saját felekezetüknek bibliamunkásként dolgoztak, de Conradi befolyása révén csatlakoztak az adventistákhoz. Rottmayer lánya angolul, magyarul, németül jól beszélt és a hamburgi adventista kiadóhivatal 1892-93 fordulója tájától fordítóként alkalmazta. Munkája eredményeként egy könyv és több missziós célzatú kiadvány is megjelent magyarul.
Fogarason a század végén megalakult az első erdélyi adventista gyülekezet, majd Rottmayerék segítsége által később Kolozsváron is alakult egy.
Conradi a következő években még többször meglátogatta a kis erdélyi gyülekezeteket és újabb előadásokat tartott. 1900. novemberében írta a Magyar Polgár című lap A kolozsvári adventisták cikkében:
„Mintegy 100 főnyi hallgatóság előtt tartott tegnap és tegnapelőtt tanítást az adventista tanokból L. R. Conradi, az amerikai adventista-központ örökké bolygó misszionáriusa. A központ — a mely Battle Creek városában van — megbízásából már két éve úton van Conradi. Ide a napokban érkezett Konstantinápolyból, hogy az itt mintegy másfél év óta állandóan lakó J. F. Huenergard misszionárius társa tanításának eredményéről tudomást vegyen, hogy arról a központnak közvetlen észleletei nyomán számolhasson be. Conradi német nyelven adta elő tanításait, a melyeket Huenergardt bámulatos szabatossággal reprodukált magyar nyelven. A kis fekete szakállú, szúrós szemű emberke olyan hévvel, olyan meggyőzően adta elő az adventista tanokat, hogy a szemlélő ott látja az arczán a benső hit és meggyőződés sugarát ragyogni. Mindkét előadásán azt igyekezett bebizonyítani, hogy az emberi halhatatlanság egyedül Jézus Krisztus műve. Nem az ember lelke halhatatlan, hanem a Jézusban hívő és az ö tanai szerint élő embernek meg van a halhatatlanság záloga. Az ilyen emberekért — úgymond — el fog jönni Jézus, porhüvelyeikkel mennybe viszi őket, ott halhatatlan testet fognak kapni, hogy azután örök életre ismét ide visszajöjjenek a földbe. A többnyire iparos férfiakból és nőkből álló hallgatóság mély áhítattal hallgatta a tanokat és azon erős elhatározással távozott onnan, hogy úgy fog élni, a mint az az Úr tíz parancsolatjában meg van írva. Huenergard állítása szerint Kolozsvárott mintegy 40 buzgó hívőjük van már, a kik mindannyian páratlan munkás és tisztességes életet élnek, holott nem egy van közöttük, a ki iszákos, izgága, rossz ember volt és az adventista tanok behatása alatt változtatta meg életmódját.”  
Oroszországba utazott, hogy ott a Volga menti németek körében munkálkodjon. Itt alapított egy kisebb adventista kórházat is Marx-városban (Jekatyerinograd). Ezután a Közel-Keleten és Észak-Afrikában dolgozott.

### I. világháború és utána
Az első világháború kitörése után nehéz helyzetbe került, mert adventisták ezreinek a sorsa nehezedett a vállára. Miután az Osztrák-Magyar Monarchia területén a fiatal nazarénusokat minden gátlás nélkül agyonlőtték azért, mert megtagadták a katonai szolgálatot, hogy megvédje a közösséget a megtorló intézkedésektől, azt az álláspontot fogalmazta meg, hogy a háborúba behívottak teljesítsék állampolgári kötelességeiket. Mint írta, „az Úr ilyen vészterhes időkben olyan cselekedeteket enged meg nekünk, amelyek békeidőben büntethetőek lennének.” A fegyverfogás aztán kiváltotta a reform-adventisták szakadását.
1915 végén az USA-ba utazott a Generál Konferencia ülésére, ahol a felelnie kellett döntéséért és ahol a támadások középpontjába került. Nem értik meg és az egyházvezetés az alá rendelt Európai Divíziót átmenetileg fel is oszlatta. Majd később neki és a német unió vezetőinek írásban kellett visszavonniuk a háborúban tett kijelentéseiket, hogy a kiszakadt reformmozgalomnak ne nyújtsanak több támadási felületet. A háború után az utódjául egy másik személyt választottak meg az európai divízió élére.

### Eltávolodás az adventistáktól
Conradi nem fogadta el teljesen Ellen White írásait isteni sugallmazásként. Később, az egyház vezetőinek legnagyobb megdöbbenésére, elkezdte feltárni a közösség szentély-tanával kapcsolatos problémákat.
1926-ban egy new york-i könyvtárban megtalálta Ellen G. White első látomásának eredeti kiadását, amely A szó a kicsiny nyájhoz címen jelent meg 1847-ben. Megállapította, hogy az eredeti kiadáshoz képest bizonyos részeket kihagytak, amelyeket a már bezáródott kegyelem ajtaja tanítás alapján félre lehetne érteni. Bár tudott a kisebb kihagyásokról, de hogy hosszabb részeket kihagytak, azt nem tudta.
1926-ban már felvette a kapcsolatot az amerikai hetednapi baptistákkal, majd az 1920-as évek végén már minden bizonnyal eldöntötte, hogy szakít az adventizmussal.

### Hetednapi baptistaként
Utolsó éveiben is aktív misszionárius és prédikátor maradt, de haláláig támadta az adventistákat.
1932-ben a hetednapi baptistákhoz csatlakozott, majd 35 taggal megalapította német földön az első hetednapi baptista gyülekezetet. Miután több német városban alapítottak gyülekezeteket, 1934 tavaszán létrehívta a Hetednapi Baptisták Gyülekezeteinek Német Szövetségét. Mintegy ötszáz adventistát térített át a hetednapi baptistákhoz.
83 évesen, 1939-ben hunyt el. Ebben az évben jelent meg az adventistákról szóló kritikai könyve, The Founders of the Seventh-day Adventist Denomination (A hetednapi adventista felekezet alapítói) címmel.

## Művei
Magyarul megjelent művei Conradi L. R. néven:
- A titok felfedezve vagy A hét pecsét feltörve; Vallásos Iratok Nemzetközi Kiadóhivatala, Bp., 1914
- A jó angyalok szolgálata és az elbukottak ellenmunkája. Az eredetükre és sorsukra vonatkozó bibliai helyek megjelölésével; Vallásos Iratok Nemzetközi Kiadóhivatala, Bp., 1914, 1922
- A Biblia szombatja és a hagyományok vasárnapja; Vallásos Iratok Nemzetközi Kiadóhivatala, Bp.–Hamburg, 1916; reprint: Pécs, 2007
- Tanulmányok a Jelenések könyvéből az egyház- és világtörténelem alapján. 2. füzet; Vallásos Iratok Nemzetközi Kiadóhivatala, Bp., 1919
- Krisztus dicsőséges eljövetele. Máté evangéliuma huszonnegyedik fejezetének magyarázata; Vallásos Iratok Nemzetközi Kiadóhivatala, Bp., 1918, 1921
- Időnk jelei. A világ jelenlegi helyzetének bemutatása; Vallásos Iratok Nemzetközi Kiadóhivatala, Bp., 1926
- Krisztus jövendölései. A világ jelenlegi helyzetének bemutatása; Vallásos Iratok Nemzetközi Kiadóhivatala, Bp., 1930
- Láthatatlan lények küzdelme az emberiségért; Advent, Bp., 1993